# Acetato de abiraterona
El acetato de abiraterona, comercializado bajo el nombre comercial de Zytiga entre otros, se utiliza para tratar el cáncer de próstata .  Específicamente, se utiliza junto con un corticosteroide para tratar el cáncer de próstata metastásico resistente a la castración (mCRPC) y el cáncer de próstata metastásico de alto riesgo sensible a la castración (mCSPC).   Debe utilizarse después de la extirpación de los testículos o junto con un análogo de la hormona liberadora de gonadotropina (GnRH) .  Se toma por vía oral. 
Los efectos secundarios más frecuentes soni cansancio, vómitos, dolor de cabeza, dolor en las articulaciones, presión arterial alta, hinchazón, niveles bajos de potasio en sangre, niveles altos de azúcar en sangre, sofocos, diarrea y tos .   Otros efectos secundarios graves pueden ser insuficiencia hepática e insuficiencia adrenocortical .  En los varones cuyas parejas pueden quedar embarazadas, se recomienda el uso de métodos antoconceptivos .  Suministrado como acetato de abiraterona el organismo lo  convierte  en abiraterona.  El acetato de abiraterona actúa suprimiendo la producción de andrógenos (concretamnete inhibiendo la CYP17A1 ) y disminuye la producción de testosterona. De este modo previene los efectos de estas hormonas en el cáncer de próstata.
El acetato de abiraterona se describió en 1995 y se aprobó para uso médico en Estados Unidos y Europa en 2011.   Se encuentra en la Lista de Medicamentos Esenciales de la Organización Mundial de la Salud .  En el Reino Unido cuesta al Servicio Nacional de Salud (NHS, por sus siglas en inglés) 2.700 libras al mes a partir de 2018,  y en Estados Unidos esta cantidad cuesta 3300 dólares estadounidenses a partir de 2019. El medicamento se comercializa ampliamente en todo el mundo.